# Woven Hand
Wovenhand es un grupo de country alternativo, procedente de Estados Unidos y liderado por David Eugene Edwards. La mayoría de las grabaciones de estudio han sido ejecutadas por Edwards con ningún, o un mínimo, aporte de músicos adicionales. De todas formas, durante las giras, se acompaña de otros músicos como Ordy Garrison, el bajista Pascal Humbert, y el músico europeo Peter Van Laerhoven.
La música de Wovenhand combina elementos de Country alternativo, post-rock, punk, música industrial, música tradicional, folk y música nativa americana, entre otros. Su sonido es oscuro y sombrío, con una fuerte carga religiosa, creando una música con una atmósfera espiritual muy presente.

## Discografía

### Álbumes de estudio
- 2002: Woven Hand.
- 2003: Blush Music.
- 2003: Blush (Original Score).
- 2004: Consider the Birds.
- 2006: Mosaic.
- 2006: Puur
- 2008: Ten Stones
- 2010: The Threshing Floor
- 2012: The Laughing Stalk
- 2014: Refractory Obdurate
- 2016: Star Treatment

### Álbumes en directo
- 2012: Live at Roepaen

### EP
- 2011: Black of the Ink